# Yiwu (Zhejiang)
Pour les articles homonymes, voir Yiwu.
Yiwu (chinois simplifié : 义乌市 ; pinyin : Yìwū shì) est une ville-district de la province du Zhejiang en Chine. Elle est placée sous la juridiction administrative de la ville-préfecture de Jinhua. La ville est célèbre pour son marché de gros, considéré depuis 2005 comme le plus gros marché de petites marchandises au monde. Elle est considérée aussi comme une destination touristique régionale.

## Histoire
Yiwu a été fondée sous la dynastie Qin vers 222 av J.-C. sous le nom de Wushang avant d'être rebaptisé en district de Yiwu en l'an 624 apr. J.-C. En mai 1988, Yiwu devient une ville-district. En 2001, Yiwu était classé au 19e rang de tous les districts (villes) de la Chine sur le plan économique.
Yiwu a donné naissance à un certain nombre de figures notables dans la littérature, l'art, militaire, de l'éducation et de l'ingénierie. On compte Chen Wangdao, premier traducteur du Manifeste du parti communiste en chinois, Wu Han, historien et ancien maire adjoint de Beijing, Zhu Zhixi, l'ingénieur qui a dompté le fleuve Jaune, Zhu Danxi, l'un des quatre médecins distingués des dynasties Jin et Yuan et Zong Ze, un général bien connu de la dynastie des Song qui a résisté à l'agression par l'État de Jin et Wang Lee Hom, un chanteur célèbre.

## Géographie
Yiwu est situé à 100 km au sud de la ville de Hangzhou, capitale de la province du Zhejiang. La ville la plus proche de Yiwu est Dongyang. La région, comme dans la plus grande partie de la province du Zhejiang, est montagneuse.

## Démographie
La population du district était de 1 234 000 habitants en 2010. La ville elle-même compte environ 500 000 habitants.

## Économie
La ville de Yiwu possède le slogan suivant : « Un océan de marchandises, un paradis pour les consommateurs ». Située au milieu de nulle part, à 160 km des côtes, la ville attire les commerçants du monde entier pour leurs achats en gros. Elle abrite un quartier des foulards, un marché des sacs en plastique, une avenue dont chaque magasin vend des élastiques, Binwang Zipper Professional Street, la rue de fermetures Éclair. Le centre commercial Yiwu International Trade City regroupe plus de 30 000 boutiques et les transactions conclues dans ces boutiques influent sur le prix de vente des objets aux quatre coins du monde. La présence arabe, particulièrement forte depuis les restrictions de visas dans les pays occidentaux, a favorisé le développement de mosquées et de restaurants du Moyen-Orient.
Le PIB a atteint 52 milliards de yuans en 2009, soit une augmentation de 9 % par rapport à 2008, et le PIB par habitant a atteint 71 457 yuans (10 461 dollars). Le revenu disponible par habitant a atteint 30 841 yuans en milieu urbain et 12.899 yuans en milieu rural, augmentant de 7,4 % et 8,5 % respectivement.
Son aéroport de qualité 4C propose plus d'une douzaine de liaisons aériennes, notamment vers Beijing, Guangzhou, Shantou, Weifang et Shenzhen. Le chemin de fer Zhejiang-Jiangxi et l'autoroute Hangzhou-Jinhua traversent la ville, faisant de Yiwu une importante plaque tournante du transport local. En train, Yiwu se trouve à moins de 3 heures de Shanghai.
Depuis janvier 2017, des trains de fret réguliers relient cette ville à Londres, via le tunnel sous la manche, dans le programme des liaisons de transport Europe-Asie.

## Administration
Yiwu fait partie de la grande région municipale de Jinhua, même si elle a un noyau urbain distinct. C'est une ville de niveau sous-préfecture. Il y a sous sa juridiction quinze villes et huit villages pour une superficie de 1 102,8 km2. Il a été question de fusionner Yiwu et de Jinhua pour former une zone municipale ou entité économique unique, mais ce plan n'a pas encore été discuté formellement.

## Culture et société
Yiwu dispose d'un stade olympique de qualité. De nombreux événements liés au commerce ont lieu dans la ville de Yiwu. Il y a aussi une population musulmane importante et une coréenne, travaillant pour la plupart dans les entreprises d'importation et d'exportation, ainsi qu'une très petite population juive, également dans ce secteur. Il y a aussi une grande église chrétienne.
Yiwu est également connue comme plus grand producteur chinois de bijoux fantaisie et comme « ville de la chaussette » : chaque année, elle produit plus de trois milliards de paires de chaussettes pour Wal-Mart, Pringle et Disney.
Le pont Guyue, un pont en arc en pierre construit en 1213, est l'un des rares ponts existants de l'époque.

## Villes jumelées
Mémorandum de coopération et d’amitié entre la ville d’Aubervilliers, France et la ville de Yiwu, République populaire de Chine :

En prenant en considération l’intérêt mutuel à renforcer des relations amicales entre les villes d’Aubervilliers et de Yiwu, les deux partenaires sont convenus de mettre en place des actions appropriées afin de promouvoir des échanges réciproques dans des domaines multiples dans le but de construire ensemble l’amitié entre les deux villes.
À la suite d'une consultation mutuelle, les deux parties sont convenues de poursuivre les objectifs suivants :
1. promouvoir et élargir l’amitié entre les deux partenaires et recevoir et envoyer des délégations officielles des deux villes ;
2. promouvoir des échanges culturels, éducatifs, scolaires, scientifiques, technologiques... ;
3. développer et promouvoir des coopérations commerciales et industrielles ;
4. promouvoir le développement du tourisme ;
5. dans les occasions appropriées, organiser des échanges entre fonctionnaires et des formations de courte durée ;
6. désigner la Direction de la vie associative et des relations internationales de la ville d’Aubervilliers et l’Office des affaires étrangères et de la coopération du gouvernement de la ville de Yiwu pour se charger des contacts courants et de l’organisation des échanges.

En approuvant ce mémorandum de coopération et d’amitié, les deux parties sont convenues que cet acte prendra effet le 24 octobre 2011.

## Le marche international de Yiwu
China Commodity City (souvent appelé CCC), est le grand marché de gros de Yiwu.
La « China Commodity City » a été distingué en 2005 par l'ONU, la Banque mondiale et Morgan Stanley comme étant « le plus grand marché de gros du monde pour les petites marchandises». China Commodity City dispose de trois pôles de marché :
- le marché de Futian,
- le marché de Huangyuan,
- le marché de Binwang

### Histoire du marché de Yiwu
Le premier marché libre de l’histoire de la Chine fut créé en 1982. Le gouvernement local a cimenté des panneaux dans la rue Huqingmen, et a mis en place près de 700 stands. C'est alors que le marché de Yiwu est né.
Au cours du temps, Le marché de gros a subi plusieurs changements. Aujourd’hui, le « Yiwu International Trade Center » compte plus de 70 000 stands. C'est le marché de gros le plus populaire au monde pour divers produits.

### Marché du commerce international de Yiwu
Le marché international de Yiwu (marché de Futian) est le principal et le plus grand. Il couvre actuellement une superficie de quatre millions de mètres carrés, avec 62 000 fournisseurs à l'intérieur. Ils présentent 400 000 types de produits presque tous les jours de 9 heures à 17 heures (sauf les vacances de la Fête du Printemps chinoise). Les produits proviennent de 40 industries et de 2 000 catégories différentes. 65 % de ces produits sont exportés vers plus de 215 pays et régions.

### District 1
La construction du premier complexe du marché de Yiwu a commencé en 2001 et celui-ci a ouvert ses portes le 22 octobre 2002. Le District 1 couvre une superficie de 340 000 m2 et héberge 9 000 stands et plus de 10 500 fournisseurs. La construction de ce complexe a couté 700 millions de ¥. Il est divisé en cinq grands domaines d'activité :
- le centre des fournisseurs,
- le centre commercial,
- l'aire de restauration,
- le centre d'entreposage,
- la zone « Objet du marché ».

Ce district est divisé en quatre étages répartis de la façon suivante :
- 1er étage : les fleurs et les jouets
- 2e étage : les bijoux
- 3e étage : les arts et l'artisanat
- 4e étage : centre de sortie des fournisseurs et un centre d'approvisionnement pour les entreprises de commerce extérieur.

En moyenne, 40 000 personnes visitent le complexe chaque jour, 5 000 d'entre elles sont des visiteurs étrangers. Les produits du district 1 sont exportés vers plus de 200 pays et régions.

### District 2
Le district 2 (portes F & G) a ouvert le 22 octobre 2004 et couvre une superficie de 600 000 m2 d'espace au sol pour plus de 8 000 stands et 10 000 fournisseurs.
On y retrouve :
- 1er étage : valises et sacs, parapluies et imperméables;
- 2e étage : outils de matériel, les accessoires, les produits électriques, les serrures et les véhicules;
- 3e étage : cuisine, les sanitaires, petits appareils électroménagers, des équipements de télécommunication, instruments électroniques, équipements, montres et horloges;
- 4e étage : centre de sortie des fournisseurs et accueille le Kong Hôtel Hong, Corée Hall, Sichuan Hall, et d'autres salles des fabricants régionaux.
- 5e étage : sourcing & centre de service du commerce extérieur.

District 2 (porte H) couvre 460 000 m2 et compte plus de 6 000 fournisseurs. Ce secteur du district 2 est spécialisé dans :
- les produits culturels,
- les produits de sport,
- les cosmétiques,
- les lunettes,
- les fermetures éclair,
- les boutons et accessoires de vêtements.

### District 3/4
Les travaux pour le District 4 ont été lancés en octobre 2007.
Il couvre une superficie de 560 000 m2 avec 1 739 000 m2 d'espace au sol. Le bâtiment abrite 14 000 stands.
Ce district se spécialise dans :
- les articles en coton (y compris les sous-vêtements, foulards, gants, chapeaux et tissus de coton),
- chaussures, ceintures, cravates, serviettes,
- articles en laine, articles de dentelle et d'autres industries textiles.

En plus d'accueillir un grand nombre d’industries, il accueille également le Musée spatial international.

### District 5
La construction du district 5 s'est achevée le 5 mai 2011 au prix de 1 420 000 000 ¥. Il est composé de cinq étages avec deux étages souterrains, il couvre une superficie de 640 000 m2 pour plus de 7 000 stands et boutiques. Le quartier se spécialise dans :
- les produits importés (y compris les importations d'Afrique),
- la literie,
- les textiles, les matériaux de tricotage,
- les produits automobiles et accessoires assortis.

Il est situé au sud de la route de Chengxin et au nord de Yinhai Road, à côté du 4e arrondissement .

## Le marché de Huangyan
Il est situé dans le quartier d'affaires le plus prospère du lac brodé.
Le marché couvre une superficie de 117 hectares et la superficie du bâtiment est de plus de 42 000 mètres carrés. L'investissement total est de 1,4 milliard de RMB.
Le marché de Huangyuan est divisé en huit étages et un sous-sol. Il y a plus de 5 000 stands. On retrouve sur les cinq étages les catégories de produits suivants :
- jeans, vêtements pour hommes,
- vêtements pour femmes,
- vêtements de sport,
- chandails de laine,
- vêtements pour enfants.

Ce district est positionné comme le marché du vêtement professionnel.
Le huitième et le neuvième étage sont des boutiques à caractéristiques locales.
Le but du marché Huangyuan est sans aucun doute de promouvoir et de développer les ventes des locataires commerciaux et ainsi faire croitre l’industrie du vêtement à Yiwu.

## Le marché de Binwang
Il est composé de cinq blocs commerciaux, avec plus de 8 000 stands et plus de 20 000 entités commerciales au total. Les principaux produits sont les vêtements et la literie. C'est le plus grand marché de la literie dans la province du Zhejiang. C'était à l'origine un marché pour l'alimentation, qui a ensuite déménagé dans la ville agricole.